# Ceromya aberrans
Ceromya aberrans là một loài ruồi trong họ Tachinidae.